# Trochej
| Dvojslabičné | Dvojslabičné                |
| ------------ | --------------------------- |
| ◡ –          | jamb                        |
| – ◡          | trochej                     |
| –            | spondej                     |
| Trojslabičné |                             |
| ◡            | tribrachys                  |
| – ◡          | daktyl                      |
| ◡ – ◡        | amfibrach                   |
| ◡ –          | anapest                     |
| Kombinované  |                             |
| – ◡ – ◡      | daktylotrochej              |
| Legenda      |                             |
| –            | dlouhá, přízvučná slabika   |
| ◡            | krátká, nepřízvučná slabika |

Trochej je v prozódii stopa, složená ze dvou slabik, z nichž první je přízvučná a druhá nepřízvučná (platí v sylabotónickém verši, v časoměrném verši je první dlouhá a druhá krátká). V české literatuře je trochejské metrum velmi obvyklé a hojně užívané, což souvisí s tím, že v češtině je přízvuk vždy na první slabice slova a tedy je trochej v češtině i v řadě dalších jazyků velmi snadné utvořit. Rýmovaný verš, skládající se ze čtyř trochejů, je dokonce pokládán za jakýsi „národní verš“ české literatury.

## Ukázka
„Čest a sláva Mudžekíwu!“

volali jsou mladí, staří, 

když se, vítěz, vracel domů

s wampumovým svatým pásem

z domoviny Wabasovy, 

tam, kde Bílý králík vládne.

Henry Wadsworth Longfellow: Píseň o Hiawatě, překlad Josef Václav Sládek (verze z roku 1909)

V anglické a americké literatuře je trochej méně popularní než jamb. Nejproslulejší trochejské básně napsány anglicky jsou pravděpodobně Havran od Edgara Allana Poea (osmistopý trochej) a Tygr od Williama Blakea (čtyřstopý trochej):
Once upon a midnight dreary, while I pondered, weak and weary
(Edgar Allan Poe, The Raven)
Tyger Tyger, burning bright
(William Blake, The Tyger)